# ハラーズ・アトランティックシティ
ハラーズ・アトランティックシティまたはハラーズ・リゾート・アトランティックシティ（Harrah's Atlantic CityまたはHarrah's Resort Atlantic City）とは、アメリカ合衆国ニュージャージー州アトランティックシティにある、カジノホテル。遊戯施設面積は[ボルガタ・ホテル・カジノ・アンド・スパが同じで、内装テーマもゴールデン・ナゲット・アトランティックシティ（旧名トランプ・マリーナまたはトランプ・キャッスル）と共通している。

## 概要
ホテル名はシーザーズ・エンターテインメントの役員として当ホテルのオーナーを務めたウィリアム・ハラー
から取ったもので、建設自体には関与しなかった。アトランティックシティのマリーナ地区に45階建てのウォーター・フロント・タワー（2008年完成）があり、2012年にレベル・アトランティックシティが開業するまでトランプ・タージ・マハルのチェアマン・タワーを上回り、アトランティックシティで1番高いビルだった。
1980年11月22日、506室を完備するハーバー・タワーでオープンした。
オープンを機に瞬く間にアトランティックシティで1番人気を集めるカジノホテルに上り詰め1984年にハーバー・タワーを改装し、1986年にアトリウム・タワーが完成した。
隣接するトランプ・マリーナ（現在のゴールデン・ナゲット・アトランティックシティ）が開業し集客競争となっていたものの、1997年に新たに16階建てのマリーナ・タワーが完成した。
2002年に25階建てのベイビュー・タワーが完成し、ハーバー・タワーとアトリウム・タワー、マリーナタワーのつながる廊下が新設され同時に遊戯スペースも拡張された。
2008年にプールとスパ施設を完備したウォーター・フロント・タワーが完成し、アトランティックシティで1番高いビルとなった。2003年に開業したボルガタ・ホテル・カジノ・アンド・スパと集客競争の相乗効果が起きた。このタワーは夜になるとLEDライトアップされる仕組みになっている。
2016年11月、ベイビュー・タワーの全面改装がスタート。450室のスウィートルームを改装し4階から6階をクリスマス前に改修を行い2016年12月23日に完了し2017年新年早々に2ヶ月間の全面改装を正式に完了させた。